# Huta (rejon hancewicki)
Huta (biał. Гута; ros. Гута) – wieś na Białorusi, w obwodzie brzeskim, w rejonie hancewickim, w sielsowiecie Nacz.
W dwudziestoleciu międzywojennym leżała w Polsce, w województwie poleskim, w powiecie łuninieckim, gminie Kruhowicze.